# Erminio
Erminio  è un nome proprio di persona italiano maschile.

## Varianti
- Maschili: Ermino[1][2]
- Femminili: Erminia[1][2][4][5], Ermina[1][2]

### Varianti in altre lingue
- Francese: Ermin 
  - Femminili: Erminie[5]
- Latino: Herminius[2][3][5]
  - Femminili: Herminia[4][5]
- Portoghese: Hermínio[3]
  - Femminili: Hermínia[4]
- Spagnolo: Herminio[3]
  - Femminili: Herminia[4][5]

## Origine e diffusione
Deriva dal latino Herminius, nome portato da una gens romana, la cui etimologia è dibattuta: secondo alcune fonti sarebbe di origine etrusca, non decifrabile. Altre lo riconducono invece alla radice germanica ermin ("intero", "universale"), presente anche in Arminio, Ermenegildo ed Ermengarda, oppure al nome del dio greco Ermes.
Questo nome, già portato da un personaggio secondario dell'Eneide, uno dei compagni di Enea, è stato successivamente ripreso da Torquato Tasso per il personaggio di Erminia, una delle eroine della sua Gerusalemme liberata. Il successo dell'opera ha decretato la fortuna del nome: in Italia gode di buona diffusione, attestandosi in tutte le regioni e principalmente nella forma femminile.

## Onomastico
L'onomastico si può festeggiare in memoria di più santi, alle date seguenti:
- 24 aprile, sant'Erminio, martire venerato a Perugia[6]
- 25 aprile, sant'Erminio, abate di Lobbes[6]
- 25 agosto, sant'Erminia o Ermina, mistica, venerata a Reims[6]
- 27 settembre, beata Herminia Martínez Amigó, madre di famiglia, uccisa a Gilet (Comunità Valenciana), una dei martiri della guerra civile spagnola[6]
- 13 ottobre, beato Herminio Motos Torrecillas, sacerdote ucciso a María (Andalusia), uno dei martiri della guerra civile spagnola[6]

## Persone

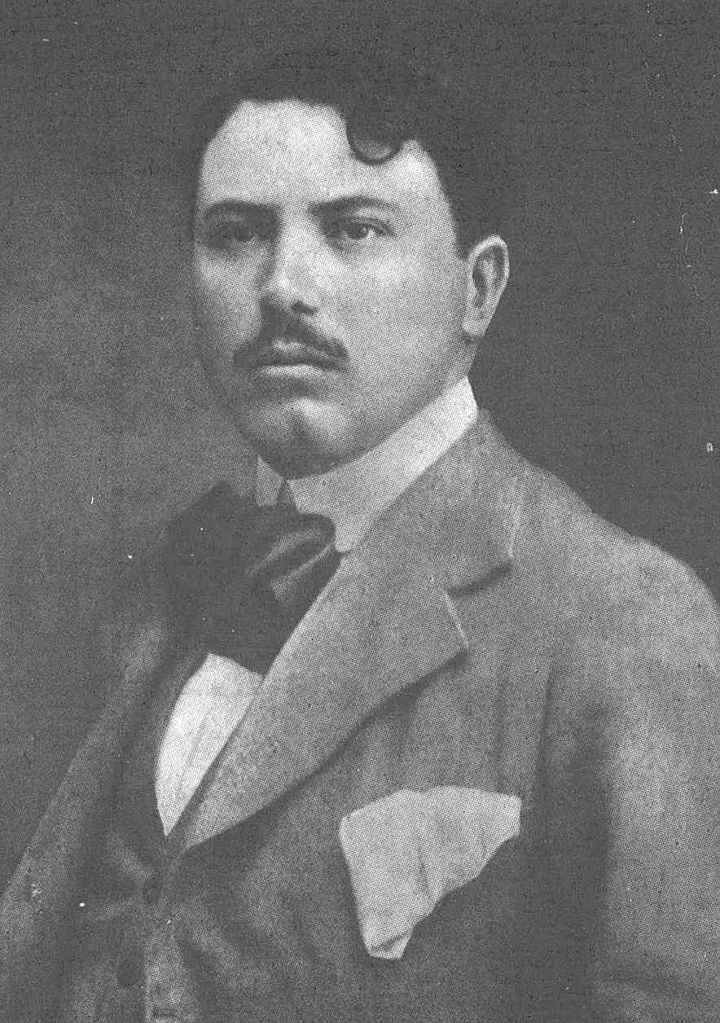
Erminio Sipari

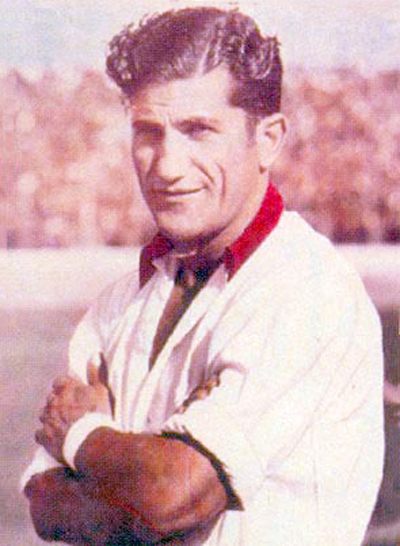
Herminio Masantonio

- Tito Erminio Aquilino, politico e militare romano
- Erminio Azzaro, atleta e allenatore di atletica leggera italiano
- Erminio Bercarich, calciatore italiano
- Erminio Blotta, scultore argentino
- Erminio Boso, politico italiano
- Erminio Brevedan, calciatore italiano
- Erminio Dones, canottiere italiano
- Erminio Favalli, calciatore e dirigente sportivo italiano
- Erminio Ferretto, partigiano italiano
- Erminio Juvalta, filosofo italiano
- Erminio Macario, attore e comico italiano
- Erminio Rullo, calciatore italiano
- Erminio Sinni, cantautore italiano
- Erminio Sipari, naturalista, ambientalista e politico italiano
- Erminio Spalla, pugile e attore italiano
- Erminio Troilo, filosofo italiano

### Variante Herminio
- Herminio Olinto de Carvalho, calciatore e allenatore di calcio brasiliano
- Herminio Masantonio, calciatore argentino
- Herminio Miranda, calciatore paraguaiano

### Variante Hermínio
- Hermínio de Brito, calciatore brasiliano

### Variante femminile Erminia

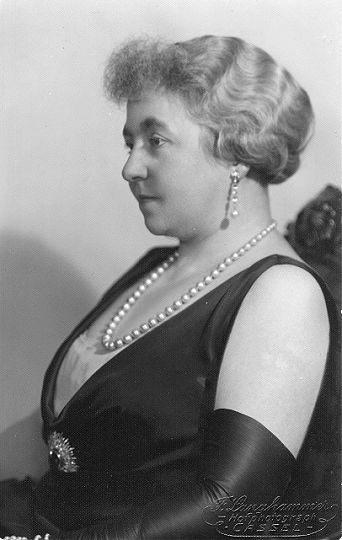
Erminia di Reuss-Greiz

- Erminia di Anhalt-Bernburg-Schaumburg-Hoym, arciduchessa d'Austria
- Erminia di Reuss-Greiz, seconda moglie di Guglielmo II di Germania
- Erminia di Waldeck e Pyrmont, principessa tedesca
- Erminia Borghi-Mamo, soprano italiana
- Erminia Bianchini, supercentenaria italiana
- Erminia Emprin, politica italiana
- Erminia Ferrari, modella italiana
- Erminia Frezzolini, soprano italiano
- Erminia Fuà Fusinato, poetessa, educatrice e patriota italiana
- Erminia Manfredini, calciatrice e allenatrice di calcio italiana
- Erminia Mazzoni, politica italiana
- Erminia Tindaride, poetessa italiana (Pisa, n.1760 - Pisa, †1794)

## Il nome nelle arti
- Erminio è un personaggio dell'Eneide.
- Erminia è una delle protagoniste della Gerusalemme liberata di Torquato Tasso.
- Ermino de' Grimaldi è un personaggio dell'ottava novella della prima giornata del Decameron di Giovanni Boccaccio.